# Саут Блуминг Гроув (Њујорк)
Саут Блуминг Гроув (енгл. South Blooming Grove) град је у америчкој савезној држави Њујорк.

## Демографија
По попису из 2010. године број становника је 3.234.
| Група             | 2000.    | 2010.         |
| Белци             | 0 (0,0%) | 2.434 (75,3%) |
| Афроамериканци    | 0 (0,0%) | 218 (6,7%)    |
| Азијати           | 0 (0,0%) | 70 (2,2%)     |
| Хиспаноамериканци | 0 (0,0%) | 490 (15,2%)   |
| Укупно            | 0        | 3.234         |